# Размирици „хеп-хеп“
Хеп-хеп размириците, или хеп-хеп бунтове, от 1819 г. са вълна от жестоки погроми срещу евреи в Централна Европа.
Започнала във Вюрцбург, вълната се рязпространява в много градове на Германския съюз, после достига Прага, Грац, Виена, Амстердам, Копенхаген, Хелзинки, Краков и по-малки места в Конгресна Полша.
Погромите се започват от занаятчии, търговци и студенти, които отчасти спонтанно, отчасти уговорено се събират с цел антиеврейски митинги, обиждат, заплашват и малтретират еврейски граждани, нападат техни синагоги, магазини и жилиища и понякога ги разрушават.
Атаките се разпространяват в цялата страна и продължават с месеци. Насочени са срещу еврейската еманципация, която също е била достигнала до някои германски области след Френската революция от 1789 година. В резултат от това евреите са станали равноправни конкуренти на християните, много от които в миналото са били привилегировани еснафски членове.
Погромите се разглеждат като проява на християнския антиюдаизъм, но и като начало на антисемитизма през XIX век, все още без расистки мотиви. Показват податливостта на части от населението към нови форми на омраза към евреите.

## Термин
Бунтовете получават името си от многократните омразни викове „Хеп“ (на немски: hep или hepp), с които участниците се обединяват и с които плашат евреите в града. Произходът е неясен; терминът се тълкува по различни начини още през 1819 г., най-вече като съкращение.

Например публикувана в гр. Данциг „прокламация“ обвинява всички евреи, в стила на някогашните призиви за кръстоносен поход, като „Христоубийци“ и завършва със следните изречения:
| „ | „... Все още имаме мощ над тях и властта е в нашите ръце, така че нека сега изпълним присъдата, която сами са си постановили според това как са извикали: Неговата кръв да бъде върху нас и нашите деца! Хайде! който е кръстен, за най-свещената кауза е, не бойте се от нищо и ни час не се колебайте да се осмелите да се борите за честта на вярата. Тези евреи, които живеят тук сред нас, които се разпространяват сред нас като жадни скакалци и които заплашват да свалят цялото пруско християнство, са деца на онези, които крещят: распни, распни. Сега хайде за отмъщение! Нашият боен вик нека бъде Хеп! Хеп! Хеп! На всички евреи смърт и унищожение, трябва да избягате или да умрете!“ | “ |

 Поради този контекст съвременници като Рахел Варнхаген и германско-еврейският историк Хайнрих Грац интерпретират Х.Е.П. като съкращение на средновековен кръстоносен лозунг: Hierosolyma est perdita („Йерусалим е загубен“). Изследователите на антисемитизма Вернер Бергман и Райнер Ерб смятат това тълкуване за малко вероятно, тъй като лозунгът на кръстоносците правилно е звучал „Hierosolyma sunt perdita“, а неговото усвояване в занаятчийските среди не е засвидетелствано и още повече, че те почти не са знаели и използвали латински. Лион Фойхтвангер описва произхода на термина в своята работа „Еврейската война“, в която е обрисувано падането на Йерусалим и на Храма заради римляните – според източници на еврейско-римския историк Йосиф Флавий. Според тях още римляните са използвали термина като призив за победа след разрушението при едновременното сечене на монетата „Iudaea capta“, съгласно изречението „Hierosolyma est perdita“. По него време вестникарските репортажи обявяват хеп (Hep) за вариант на хеб (Heb), което било съкращение на Hebräer (на немски: израелтянин). Филолози и етнолози около 1900 г. свеждат произхода на кратката думичка до еврейски или по-точно халдейски корен, който означава враг или противник. Други си го обясняват като комбинация от първите букви на трима големи исторически врагове на евреите: Аман (на немски: Haman), Исав (на немски: Esau) и Фараон (на немски: Pharao).
Немският речник на Братя Грим от 1877 г. обяснява хеп, от една страна като подвикване към впрегнати животни за да вдигат ходилата си, от друга страна като примамлив вик към кози във Франкония. По време на нападенията евреите често са били дърпани за острите им бради. Хеп също обикновено значи и подкана към животни да се махат (разкарайте се, бягайте!) или да скачат, напр. при дресиране или циркови представления. В Оденвалд танцьори са си подвиквали ритмично хеп, като играят „еврейска полка“.
Райнер Вирц Детлев Клаусен и Стефан Рорбахер подозират поради това, че поне по време на безредиците в южната част на Германия козият или животинският зов са били прехвърлени върху евреите.

## Вюрцбург
Безредиците започват през август 1819 г. в гр. Вюрцбург. Условията, при които се появява омразата към евреите там, служат като пример за общия фон на вълненията.

### Исторически фон
През 1643 г. епископ Йохан Филип фон Шьонборн изгонва всички евреи от епископското княжество Вюрцбург и им забранява да се заселват там. През 1802 г. приключва управлението на католическите епископи над града, продължило почти хиляда години. През 1803 г. съветът на града разрешава на семейството на банкера Мойсей Хирш да е първия еврей, който може да се засели отново в града. През 1813 г. баварският крал предоставя юридическо равенство на евреите чрез приема на баварския еврейски указ. Година по-късно Вюрцбург пада под баварска власт, като по този начин губи статута си на самоуправляващо се княжество и столица на провинцията. През 1816 г. баварският еврейски указ влиза в сила и тук. Към 1819 г. новата еврейска общност на Вюрцбург нараства до около 400 души.
Много християнски кореняк вюрцбургери гледат на тези събития с дълбоко подозрение и правят връзка между упадъка на средновековната църковна власт и възхода на евреите. Те отричат правото на новите съграждани да се месят в социалните проблеми на града. Тяхното богатство традиционно се смятало за придобито чрез лихварство и измама, а не чрез собствената им упорита работа. Господин Хирш, който се занимавал с бизнес по поръчение на Баварската държавна корона, с цел да я финансира, е бил една особено привлекателна фигура: той купува през 1803 г. ебрахския двор, който дотогава бил резиденцията на игумените на манастира Ебрах. Най-големият му син Якоб Хирш, който основава частна банка в Ебрахския двор, купува през същата година бижута на търгове, идващи от бивша църковна техника. Това се смятало за светотатство в очите на благочестивите католици. В антиеврейска брошура от 1813 г. се твърди, че евреите се маскирали на търговете като епископи, за да се подиграват на християните.
По това време евреите често се възприемт като печеливши от секуларизацията на църковната собственост, която се смятала за осквернена, когато им се продаде. Опасява се – противно на фактите, тъй като има доказателства, че много нестопански, неденоминационни фондации са инициирани от евреи – че те ще изтеглят парите си от търговския цикъл и ще подкрепят само нуждаещи се евреи. На тях се гледало като на облагодетелствани и често като на подбудители на управлението на Наполеон. В допълнение на това през 1816 и 1817 г. има общ глад и икономическа криза, които засилват тежкото положение на много германци и склонността им към теории на заговора.
През пролетта на 1819 г. баварското събрание на съсловията обсъжда ревизия на едикта от 1813 г., която кралят одобрява в началото на август. В навечерието на събитието във вестниците има ожесточен дебат за плюсовете и минусите на „буржоазното подобрение“ на евреите. Оттогава се появяват и оскърбленията хеп.

### Развой на събитията
В навечерието на 2 август 1819 г. тълпа от студенти и граждани чакат уж да видят популярния вюрцбургски ландтагски депутат и професор Бер, за да го почетат за работата му срещу еврейския указ (Бер всъщност обаче се изказа в полза на евреите в провинциалния парламент, така че някаква връзка между завръщането му във Вюрцбург и началото на антиеврейските бунтове едва ли е възможна – според Геринг-Мюнцел). Присъства също и професор Себалд Брендел, известен като защитник на еманципацията на евреите. Това вероятно предизвиква насилието в града траещо от 2 до 4 август (т.нар. хеп-хеп бунтове) срещу евреите във Вюрцбург. Хайнрих Грац описва случващото се по следния начин:
| „ | „Изведнъж беше забелязан един стар професор Брендел, който наскоро беше писал в полза на евреите. Говореше се, че са му дали пълна кутия с дукати. При съзирането му от устата на студентите се проехтя безразумният вик ,хеп-хеп!‘, с просташката добавка ,еврейо, пукни‘! [...] Брендел беше преследван и трябваше да се спасява. От суматохата се възползваха завиждащи за хляб търговци, които бяха огорчени от факта, че еврейските конкуренти продаваха кафе с няколко кройцера по-евтино, и някои други, които имаха нещо против даването на благородническа титла на еврейския капиталист Хирш. Върл гняв обзе населението. Той разби магазините на евреите и изхвърли стоките на улицата. И когато атакуваните се отбраняват и хвърлят камъни, огорчението се нарастваше чак до бяс. Произходи същинска сеч на евреи като в Средновековието, имаше рани, множество души бяха убити. Около четиридесет граждана участваха в това нападение над евреи. Трябваше да бъдат привлечени военни, за да се смекчи горчивината, в противен случай евреите щяха да бъдат изклани. На следващия ден гражданиското общество настояваше пред градското ведомство, че евреите трябва да напуснат Вюрцбург. И те трябваше да се подчинят. Около четиристотин евреи от всички възрасти напуснаха града в траур и няколко дни лагеруваха в селата под палатки, гледайки напред в едно мрачно бъдеще.“ | “ |

 Съвременни правителствени досиета, вестникарски репортажи и Вюрцбургската хроника на градския историк Лео Гюнтер от 1925 г. допълват и коригират някои подробности от това изложение. Стотици холиганстващи души шестват в центъра на Вюрцбург. Атаките са били насочени предимно срещу еврейски предприемачи. Те са бити, техните магазини, складове и домове са частично унищожени. Прозорците са натрушени, витрините разграбени, фасадите разрушени, фирмените табели съборени. Кралските гербове бяха пощадени най-вече, за да се избегне впечатлението за антидържавен метеж. Противно на общоприетото схващане, нито един студент от университета във Вюрцбург не е участвал в тези бунтове.
На следващия ден са нападнати и служители на реда. Един градски полицай, който е трябвал да защитава къщата на банкера Хирш, застрелва антиеврейския вюрцбургски бизнесмен Йозеф Конрад. Вследствие на това вълненията прераснаха в положение, подобно на гражданска война. Сега гражданите искат незабавното екстрадиране на всички евреи. Баварските военни са изпратени за помощ на съвета. Един обущар застрелва един караулен войник. Едва след три дни военните, разположени от областната управа на Вюрцбург, овладяват ситуацията. По това време почти всички евреи са избягали от града – не са депортирани – и са се укриват в околностите. Тези, които не са могли да намерят квартира, нощуват на открито. И в Хайдингсфелд, където много бежанци търсят защита от военните, две еврейски семейства биват заплашени от уволнен войник.
На 8 август повечето от евреите от Вюрцбург се завръщат в града. През следващите години обаче те продължават да бъдат атакувани – особено през летните месеци – във Вюрцбург и околностите чрез демонстрации, хвърляне на камъни, отделни атентати върху къщите им и чести лозунги „хеп-хеп“ по фасадите на магазините им. През 1821 г. срещу тях се разпространяват слухове за ритуални убийства. През 1826 г. е „обесена“ кукла, издокаросана като евреин. През 1828 г. се стига до подобни размирици както през 1819 г. с възгласа „Achhie“, значението на който е неизвестно.

Освен пряко физическо насилие, кампания от заплашителни писма държи евреите в постоянно напрежение през следващите месеци. Анонимни автори, подписали се като Събрание на добрите и справедливите заплашва християнските собственици на домове и хазяи с палежи и убийства на техните еврейски наематели, за да ги принудят да се преместят:
| „ | „Евреинът, който е най-близкият роднина на Баварската финансова камара, има право в цялото кралство безпрепятствено да упражнява своето престъпно лихварство на гърба на бедния потиснат гражданин, докато гражданинът при наличието на конституционно правителство трябва да плаща военен данък в мирно време... защо е всичко това? Отговор: Защото злодеите и евреите са братя и сестри, които ръководят юздите на правителството... С огън, кама и меч сме решени да се очистим от еврейските паразити и много ще съжалявам, ако Вие, благочестиви, не се съобрази с моето предупредително писмо, като Вашето жилището ще се превърне в купа пепел, без да може да бъде спасено.“ | “ |

 Друга версия гласи: „Събрание на над 3000 души няма да ги е страх от смъртта, за да сътворят общо благо.“ Стотици копия на такива писма са разпространени в кафенетата във Вюрцбург и биват прочетени там под „най-големите аплодисменти“. Когато търговецът Самуел Аарон Френкел получава заплашително писмо и докладва на властите, градският съвет разпорежда затварянето на две еврейски заложни къщи като превантивна мярка, за да предотврати заплашения погром. От друга страна, той предлага награда за разкриването на авторите на писмата и заплашва с глоби и затвор кръчмарите, които са разпространявали писмата, толерирали са антиеврейски хулни речи и не са ги докладвали на полицията.
През октомври 1819 г. в гр. Хайдингсфелд се стига често до пожарни сирени и пожари с неизвестни причини. Страхувайки се от заплахите за умишлен палеж, някои собственици на жилища прекратяват договорите си с еврейски наематели на магазини или апартаменти. Също така, след оттеглянето на военните, някои села в околностите на Вюрцбург не могат да бъдат убедени да си сътрудничат с полицейските власти от страх за отмъщение и отказват допускането на евреи до града. Тъй като използваните с търговска цел сгради често са били единственият поминък на собствениците им, със загубата им те губят и правата си за търговия, което води до упадък и обедняване също и на наетите калфи и слуги. Следователно, особено в селските общности, съпротивата срещу наплива на евреи е широко разпространена.

Също и в града всички евреи продължават да бъдат заплашвани с убийства, често във връзка с текущи политически събития като например войната на Австрия срещу Неапол. Според подадени полицейски жалби дори ообщински служители са били замесени:
| „ | „За вас, евреите, това си е чист късмет, че неаполитанците са победени, в противен случай всички вие щяхте да бъдете прибити до смърт.“ | “ |

 Дори гражданите, които се смятаха за „приятели на евреите“, също бяха изложени на чести заплахи. След размириците са извършени четири опита за убийство на професор Брендел и един опит за палеж на дома му. Студентски брошури твърдят, че университетът го е уволнил и предупреждават годеницата му да не се омъжва за него. Либералният депутат Брентано, който се смята за „крал на евреите“, също бива заплашван. Една популярна сред студенти петкуплетна охулваща песен събира всички антиеврейски негодувания в едно и призова за прогонването на всички евреи в Германия. Куплет V гласи:
[дословен превод:]

Германецът не ви иска вече,

Вие се държахте зле,

Вие нямате никакво чувство за граждански дълг,

не помагате ни бремето да носим,

Вие не показвате нито чест, нито храброст,

купувате с удоволствие крадени вещи

затова вика гласът на народа силно:

Вън евреите – избити!
 Размириците от 1819 г. и 1828 г. остават тема на дискусии в района на Вюрцбург в продължение на десетилетия и се възпоменават от еврейската общност напр. в гр. Хайдингсфелд с ежегоден пост.

## Разпространение
Тенденциозните репортажи в пресата правят бунтовете във Вюрцбург известни в цяла Германия и се възприемат като призив за подражание. Между 9 и 15 август 1819 г. последват бунтове и нападения срещу евреите в гр. Бамберг, Байройт (12 август), Регенсбург, Потенщайн, Холфелд, Еберманщат и много други населени места на Горна Франкония. Местната полиция често се намесва твърде късно и не защитава потърпевшите достатъчно, така че те се обръщат директно към държавното правителство на Бавария с петиции. То принуждава общините да носят колективна отговорност за всякакви щети и разходи във връзка с необходимите войнишки квартири за осигуряване защитата на евреите. Във Франкония правителството дори прави това публично известно във всички населени места.
Независимо от това, вълната от антиеврейско негодувание се разпростира от 15 август нататък и към Хесен, Горния Пфалц, Баден и Рейнланд. В Карлсруе (16 – 17 август), Манхайм, Хайделберг и околностите им бунтовете са особено жестоки и могат да бъдат прекратени само с военни действия. Дори в преобладаващо протестантската Прусия през следващите седмици последват бунтове, напр. в Данциг, Бреслау, Грюнберг, Кьонигсберг, Лиса, Кобленц, Хам, Клеве, Дормаген (12 октомври, предизвикан тук от слух за ритуално убийство).
В големите градове с по-големи еврейски общности бъркотиите понякога са под формата на „гангстерски“ войни за надмощие в определени „участъци“. Във Франкфурт на Майн, тогавашната столица на Германския съюз, от 10 август нататък евреи биват атакувани. След една сутрешна битка между християнски и еврейски клиенти на пощенската служба, които са били там за да си получат писмата, еврейските минувачи са изтласкани от обществената алея. Вечерта, улични банди преминават из франкфуртската улица „Юденгасе“ (от нем.: „еврейска уличка“) крщящи „хеп-хеп“ и чупейки стъклата на прозорците с камъни. Въпреки че някои членове на Федералното събрание призовават градския съвет да се намеси незабавно, полицейските участъци са подсилени едва на следващия ден. Градската администрация временно обмисля да ограничи броя на еврейските граждани до 500 и да ги изолира в гето.
Много еврейски семейства напускат града в своя защита и се преместват в съседните градове, където размириците обаче няколко дни по-късно ги настигат. В гр. Дармщат на 12 и 13 август се стига до образуване на обществени масови събирания, сбивания и материални щети; опасността за местните евреи трае седмици, та и на 4 септември правителството все още публично оповестява защитни мерки за тях.
Също и в Хамбург (20 август) едно сбиване между помощници на еврейски и християнски търговци става причина безредици: те започват с изгонването на евреи от един павилион на Юнгфернстиг, а на следващия ден и от всички кафенета и места за забавление в града. Потърпевшите оказват съпротива; масово сбиване приключва с масивна полицейска намеса. На флайери и листовки пише: Хеп, хеп, евреинът трябва да се омаскари или ...   Евреите да пукнат.

Призивите на бунтовниците обосновават техните подстрекателства понякога икономически, понякога религиозно, но най-вече двете взети заедно. Те винаги имат за цел прогонването на всички местни евреи и освен това често ги заплашват със „смърт и гибел“. В Дюселдорф (22 август) напр. се афишират плакати върху еврейски къщи, в които се пише:
| „ | „Царуването на евреите над търговската дейност продължава вече твърде дълго. С мирно око християните наблюдаваха тия незаконни безчинства, но времената се промениха. Ако до 26-о число на този месец покваряващият търговията и морала народ, който не е способен да признае законен глава, не бъде поставен на мястото му, предстои кървава баня, която вместо Вартоломеева нощ ще се нарича Соломонова нощ.“ | “ |

 В Кройцнах, през нощта на 27-и срещу 28 септември, листовки оковани върху уличните фенери и стени на къщите гласят:
| „ | „Кройцнахчани, народният наказателен съд реши, че всички евреи трябва да бъдат изгонени от Германия през дългия ден. Той очаква град Кройцнах да не изостава в това отношение.“ | “ |

 Областният управител поддържал жандармерията в готовност, но следващият ден премина без никакви безмирици. Поради това властите стигат до заключението, че става въпрос само за „сплашване“ без конкретно намерение да заплахите да бъдат реализирани. В някои градове и региони това води до прибързаното изтегляне на военните войски. През повечето време обаче военните са били разположени незабавно, особено когато призивите срещу евреите са били свързани с по-общи политически искания. Властите тълкуват това като революционно брожение, така че – в техен собствен интерес, а не само в интерес на застрашените евреи – те се опитват да задуши всеки масов протест възможно най-бързо.

През октомври в гр. Марбург са разпространени хвърчащи листове, в които се казва:
| „ | „18-и октомври ще бъде хеп, хеп! ако, сцената на случващото е по всички улици. Определени обстоятелства ни принуждават да позволим още малко отстрочка на КУЧИТЕ ДЕЛА на евреите. УЖАСЕН и унищожавайки всичко тогава удушаващият ангел ще витае над вас както в онзи ден в Йерусалим.“ | “ |

 Тук се намеква за Първия кръстоносен поход, който се е състоял на 15..07.1099 г. и е завършил с едно от най-жестоките кланета през Средновековието в Йерусалим. „Удушаващият ангел“ ([Изход 12:23]: библейски израз обозначаващ силата, с която Бог помага на израилтяните да напуснат Египет) тук е претълкуван като ангел на отмъщението срещу евреите. Библейските мотиви, интерпретирани като антиеврейски, играят роля също и в много други хвърчащи листовки. Те служат, за да придадат религиозно оправдание и по-висш смисъл на собствените действия. Те засвидетелстват ефекта от пропагандата на църквата продължила векове относно богоубийството и „чувството на омраза, задържано в продължение на десетилетия“ у християните, което избива на повърхността дори и при незначителни поводи.

## Реакции
Агресията е била насочена срещу социалния напредък, икономическата конкуренция и политическото равенство на еврейските граждани, които за разлика от вековете преди това, сега вече все повече участват в обществения културен живот и например по пазарите вече не могат да бъдат третирани като втора ръка граждани спрямо християните, както си е било прието за естествено преди.
По това време вестникарските репортажи оценяват по различен начин мотивите на бунтовниците. Образовани наблюдатели считат религиозните оправдания за размириците за претекст. Според тях отговорни за случващото се са „търговския дух“ и „търгашеската завист“ или споделят широко разпространения предразсъдък, че уж твърде бързото юридическо равенспоставяне било довело до „бързото надигане“ на евреите. Повишената им конкурентоспособност била оценена като нелегитимно по същество обогатяване за сметка на широката общественост.
Една апологична творба на драматурга Юлиус фон Вос приписва еврейските печалби на факта, че еврейските търговци обикновено са по-пестеливи и трудолюбиви и предлагат по-високо качествени стоки на по-ниски цени от християните, което от своя страна стимулира християните да повишат качеството на своите стоки, и по този начин това облагодетелства всички. Но на фона на широко разпространеното чувство, че има някаква криза, евреите стават обект на агресия от страна на малките християнски търговци в градовете. Християните искат да се върнат към средновековния обществен ред с разделение на отделните съсловия и се надяват, че бруталното елиминиране на това малцинство от икономическия живот, което е било социално и икономически дискриминирано в продължение на над 1000 години, ще доведе до бързо подобрение на тяхното собствено положение.
Въпреки намесата на властите, размириците са изложени като практически аргумент срещу еманципацията на евреите, която носела със себе си опасност за социални конфликти. Поради тези виждания, пълното равноправие на евреите бива забавено в продължение на десетилетия и става общ закон едва през 1871 г. със създаването на Германската империя. Но и след това традицията да се използва антисемитски език на омразата както и заплахите продължават. Той достига нови висоти в империята около 1848 г., 1879 – 1882 г. и 1890 – 1900 г.
Събитията предизвикват амбивалентни реакции и сред самите евреи. Докато някои се застъпват за бързо и пълно асимилиране в нееврейското общество на мнозинството, други се застъпват за по-силно сближаване на еврейските социални общности.
Широко разпространено е мнението, че бунтовете са инициирани и извършени главно от студенти. В противоречие с това, историкът Якоб Кац представлява позицията, че основните инициатори на размириците са дребнобуржоазните класи, които са били изложени на нов конкурентен натиск в резултат на еманципацията на евреите, и които по това време също често са били длъжници на еврейски заемодатели.
На 20 септември 1819 г. Карлсбадските резолюции са потвърдени от Бундестага във Франкфурт. В рамките на месец след това „хеп-хеп“-размириците приключват.